# نارنجن بن (أملش الجنوبي)
نارنجن بن (بالفارسية: نارنج بن) هي قرية تقع في إيران في غيلان. يقدر عدد سكانها بـ 160 نسمة بحسب إحصاء 2016.